# Государственные премии Узбекистана
Государственные премии Республики Узбекистан — государственные награды присуждаемые за заслуги перед обществом в разных сферах государственной и общественной деятельности.

## Государственные премии

### Действующие премии
| Нагрудный знак | Премия | Дата учреждения   | Статус       | Основания для присвоения |
| -------------- | --- | ----------------- | ------------ | --- |
|                | Государственные премии Республики Узбекистан в области науки и техники, литературы, искусства и архитектуры узб. O‘zbekiston Respublikasining fan va texnika, adabiyot, san’at va me’morchilik sohasidagi Davlat mukofotlari | 25 июля 2006 года | Присуждается | Присуждаются за выдающийся вклад в развитие науки, литературы и искусства, фундаментальные исследования во всех сферах жизни общества, имеющие международное значение и современные творческие работы. Имеет две степени. |
|                | Государственная премия имени Зульфии узб. Зулфия номидаги давлат мукофоти | 10 июня 1999      | Присуждается | Присуждается одарённым девушкам в возрасте от 14 до 22 лет, обучающихся в учебных заведениях всех типов, отличающихся примерным поведением, прилежанием и общественной активностью, за особые достижения в области литературы, культуры, искусства, науки, образования и общественной деятельности.                                                         |
| отсутствует    | Премия молодых талантов Нихол узб. Ёш истеъдодлар учун Ниҳол мукофоти | 25 августа 2000   | Присуждается | Присуждается одарённой молодёжи в возрасте от 17 до 25 лет, на конкурсной основе за создание высокохудожественных произведений в направлениях эстрады, музыки, классического пения, оперного пения и танцевального искусств. |
|                | Премия молодёжного фонда Республики Узбекистан Камолот узб. Ўзбекистон Республикаси ёшлари «Камолот» жамғармасининг мукофоти                                                                                                 | 13 июня 1997 года | Присуждается | Присуждается одарённой молодёжи за выдающиеся достижения в области науки, искусства, литературы, предпринимательской деятельности и спорта . |
|                | Государственная премия Мард углон узб. Мард уғлон давлат мукофоти | 22 ноября 2017    | Присуждается | Премия присуждается в канун Дня молодёжи (30 июня) одаренным юношам 14–30-ти лет, являющимся примером для сверстников своими успехами в учебе, общественной активностью и талантом, за особые достижения в области науки, образования, медицины, культуры, литературы, искусства, производства, военной службы и в деятельности правоохранительных органов. |

### Упразднённые премии
| Нагрудный знак | Премия | Дата учреждения      | Статус | Основания для присвоения |
| -------------- | --- | -------------------- | --- | --- |
|                | Государственная премия имени Бируни узб. Фан ва техника соҳасида Беруний (Абу Райҳон Беруний) номидаги Ўзбекистон Республикаси Давлат мукофоти | 1967                 | Упразднена 25 июля 2006 года, заменена Государственными премиями Республики Узбекистан в области науки и техники, литературы, искусства и архитектуры | Присуждалась за выдающийся вклад в развитие отечественной науки, внедрение новых технологий, за достижения в области общественно-гуманитарных наук, за современные учебные пособия для высших учебных заведений, выдержавших три и более переизданий. |
|                | Государственная премия Республики Узбекистан в области литературы, искусства и архитектуры имени Алишера Навои узб. Алишер Навоий номидаги Ўзбекистон Республикаси Давлат мукофоти                                                                                           | 13 февраля 1996 года | Упразднена 25 июля 2006 года, заменена Государственными премиями Республики Узбекистан в области науки и техники, литературы, искусства и архитектуры | |
|                | Государственная премия Республики Узбекистан имени Камолиддина Бехзода в области изобразительного и прикладного искусства, народных ремесел узб. Тасвирий ва амалий санъат, ҳалк ҳунармандчилиги соҳасида Камолиддин Беҳзод номидаги Ўзбекистон Республикаси Давлат мукофоти | 26 марта 1997 года   | Упразднена 25 июля 2006 года, заменена Государственными премиями Республики Узбекистан в области науки и техники, литературы, искусства и архитектуры | Присуждалась за лучшие творческие работы в области изобразительного и прикладного искусства, народных ремесел. |
|                | Государственная премия Республики Узбекистан в области литературы, искусства и архитектуры имени Абдуллы Кадыри узб. Адабиёт ва санъат соҳасида Абдулла Қодирий номидаги Ўзбекистон Республикаси Давлат мукофоти                                                             | 13 февраля 1996 года | Упразднена 25 июля 2006 года, заменена Государственными премиями Республики Узбекистан в области науки и техники, литературы, искусства и архитектуры | Присуждалась за лучшие творческие работы в области литературы и искусства. |
|                | Государственная премия Республики Узбекистан за лучшие произведения и научные разработки молодых авторов узб. Ёш муаллифларнинг энг яхши асарлари ва илмий ишланмалари учун Ўзбекистон Республикаси Давлат мукофоти                                                          | 11 мая 1993          | Упразднена 13 июня 1997 года, заменена премией молодёжного фонда Республики Узбекистан Камолот                                                        | Присуждалась молодым специалистам в возрасте до 30 лет за лучшие произведения литературы, искусства и архитектуры, исследования в области гуманитарных, естественных и технических наук.                                                              |